# Statue der Nikandre

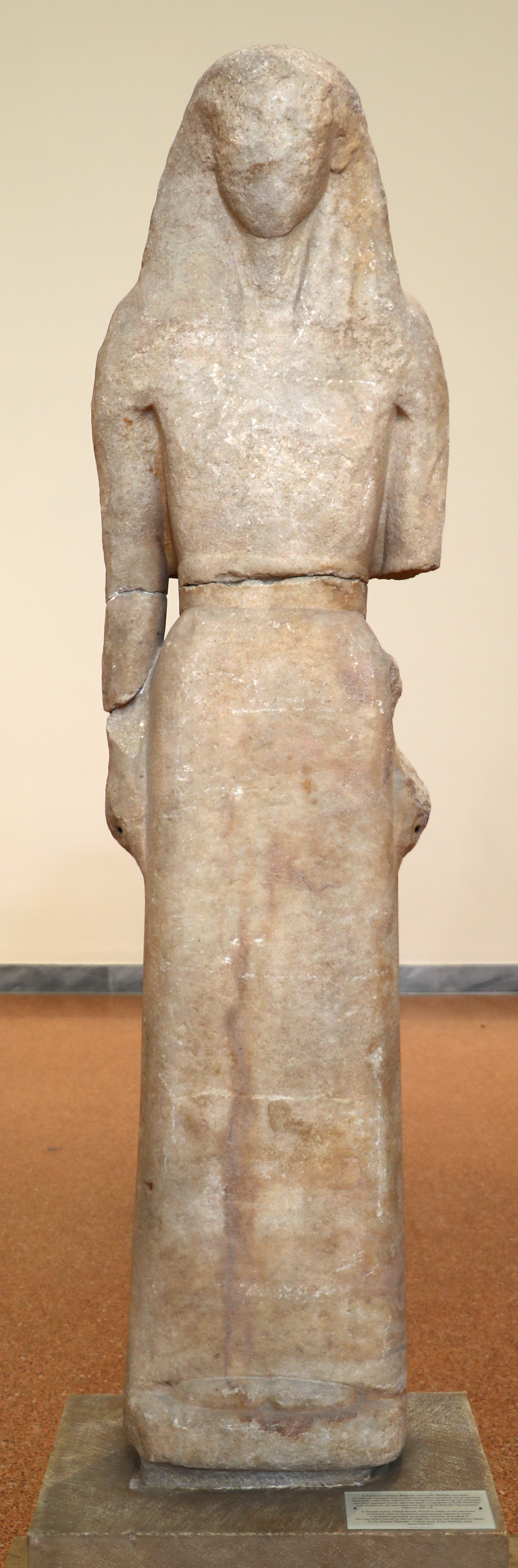
Statue der Nikandre

Die Statue der Nikandre ist eine 1878 auf Delos gefundene lebensgroße Statue, die um 660 v. Chr. geweiht wurde. Sie gehört zu dem als Kore angesprochenen Statuentyp und ist eines der frühesten Beispiele der Großplastik in der griechischen Kunst. Diese frühe Phase der archaischen Kunst wird auch dädalischer Stil genannt. Die Statue befindet sich heute im Archäologischen Nationalmuseum in Athen, Inv. 1.
Die Statue ist 1,75 Meter groß und besteht aus Marmor. Sie stellt eine stehende Frau dar, die mit einem langen Gewand bekleidet ist. Die Arme liegen seitlich an. Das lange Haar fällt in verschiedenen Strähnen auf die Schultern. Das Gesicht ist zerstört. Der Körper der Figur ist flach und etwas unorganisch, war aber einst vermutlich – ähnlich wie die Dame von Auxerre – bemalt und mag lebendiger gewirkt haben. Auf der linken Seite des Gewandes befindet sich eine Weihinschrift:
Nikandre hat mich der Fernhintrefferin, der Schützerin der Pfeile geweiht, die Tochter des Deinodikos, des Naxiers, hervorragend unter den Frauen, Schwester des Deinomenes, Frau des Phraxos.
Der Inschrift zufolge wurde die Statue also in das Heiligtum der Artemis auf Delos geweiht. Zur Stifterin Nikandre ist nichts weiter bekannt, vielleicht war sie die Tochter oder Gemahlin eines Tyrannen von Naxos.